# لقاح مينهاي كوفيد-19
لقاح مينهاي كوفيد-19 (بالإنجليزية: Minhai COVID-19 vaccine)‏ ويُعرف اختصارًا باسم لقاح مينهاي؛ هو لقاح مرشح ضد مرض فيروس كورونا، تعمل شركة «بكين مينهاي للتكنولوجيا الحيوية المحدودة» في الصين على تطويره وإنتاجه بتقنية اللقاحات الخاملة، وهو مخصص للإعطاء عن طريق الحقن العضلي.